# Vierge à l'Enfant (Sérusier)
Pour les articles homonymes, voir Vierge à l'Enfant.
Vierge à l'Enfant est un tableau réalisé vers 1914 par le peintre français Paul Sérusier. De format vertical, cette huile sur toile est une Vierge en majesté que l'artiste représente de façon particulièrement géométrique, en s'inspirant des saintes mesures et du nombre d'or.
Le regard droit vers le point de vue du spectateur, Marie y figure assise face à lui devant un fond bleu-vert de forme ogivale dégageant des écoinçons ocre. Sa tête est mise en valeur par un nimbe jaune que prolonge l'arc de cercle formé par son col, soulignant son visage impassible. Elle tient allongé sur ses cuisses l'Enfant Jésus, qui n'est manifestement qu'un nouveau-né, mais dont la seule présence rompt la symétrie prévalant dans le reste de la composition.
L'œuvre fait partie depuis 1939 des collections musée des Beaux-Arts de Lyon, dans la métropole de Lyon. Elle se trouve en dépôt depuis 2006 au musée de Pont-Aven, à Pont-Aven, dans le Finistère.